# Michel-Frédéric Pillet-Will
Pour les articles homonymes, voir Pillet.
Le comte Michel-Frédéric Pillet-Will est un banquier français d'origine savoyarde, né le 26 août 1781 à Montmélian (royaume de Sardaigne) et mort le 10 février 1860 à Paris (France).
Cofondateur de la Caisse d'Épargne de Paris et régent de la Banque de France, il est nommé chevalier de la Légion d'honneur en 1814, promu officier le 15 janvier 1832 puis commandeur le 4 février 1843.
Il est également anobli et reçoit le titre de comte du roi Charles-Albert de Sardaigne en 1833.
La rue Pillet-Will dans le 9e arrondissement de Paris porte son nom.

## Biographie
Frédéric Pillet-Will est le fils de Hyacinthe Pillet, né en 1740, receveur des gabelles royales et contrôleur des sels à Montmélian, et de Marianne du Fresne.
Il épouse en 1804 Françoise-Élisabeth-Adélaïde Will, fille du banquier Philippe-Louis Will, originaire d'Allemagne, et accole désormais son nom à celui de sa femme. De cette union naît Alexis Pillet-Will (1805-1871), qui succèdera à son père au siège de la régence de la Banque de France.
Il s'établit à Paris comme banquier en 1809. Associé au banquier Vernes de 1817 à 1821, il reprend ensuite son indépendance. Il participe au financement des canaux, de la ligne de chemin de fer Paris-Orléans, dont il devient président du conseil d'administration. Il intervient dans le négoce de coton au Havre par l'intermédiaire de la société Duroveray et Cie, dans la compagnie des Ternes (chimie) et la société de Decazeville (métallurgie).
Il est élu le 21 janvier 1831 à l'Académie des sciences, belles-lettres et arts de Savoie, avec pour titre académique Effectif (titulaire).
Il est anobli par le roi Charles-Albert de Sardaigne en 1833.
Cofondateur et vice-président de la Caisse d'épargne de Paris en 1858, il est régent de la Banque de France XIIIe Siège du 24 janvier 1828 à sa mort. Le système prévoit alors la mise en place automatique d'une mise en réserve de 15 % des bénéfices, avant distribution de dividendes.
Il laisse à sa mort un héritage de 15 millions de francs, ou de 11 millions une fois retirés les intérêts créditeurs. Onze ans après, son fils Alexis les a portés à 23 millions de francs.
Il est inhumé le 14 février 1860 au cimetière de Montmartre 1re division.